# En studie i rött (film)
En studie i rött (engelska: A Study in Scarlet) är en amerikansk dramafilm från 1933 i regi av Edwin L. Marin. Filmens titel kommer från Arthur Conan Doyles Sherlock Holmes-roman En studie i rött från 1887, men manuset är inte baserat på dess handling utan nyskrivet av Robert Florey. I huvudrollen som Sherlock Holmes ses Reginald Owen.

## Rollista i urval
- Reginald Owen - Sherlock Holmes
- Anna May Wong - Mrs. Pyke
- June Clyde - Eileen Forrester
- Alan Dinehart - Thaddeus Merrydew
- Alan Mowbray - Lestrade
- Warburton Gamble - Dr. Watson
- Wyndham Standing - Kapten Pyke
- Halliwell Hobbes - Malcolm Dearing
- Doris Lloyd - Mrs. Murphy